# Прикривено оглашавање
Прикривено оглашавање, познато и као пласирање производа (енг. product placement), облик је промоције комерцијалних производа или услуга стављених у контекст медијских промоција (најчешће у филму, ТВ серији, пропагандном споту, књизи и видео игри). Прикривено оглашавање је маркетиншки приступ који се користи у условима презасићеног тржишта како би на оптималан начин дошли до купца.
Одабрана особа или глумац користи аутентични комерцијални производ или марку. У ширем смислу прикривено оглашавање означава позиционирање производа или услуге у околностима изванредне видљивости.
Такав начин промоције уобичајен је у САД, али је већином забрањен у Европи. Прикриврено оглашавање неће бити допуштено у дечијим и информативним емисијама, а дувански производи и лекови који се купују на рецепт не смеју бити предмет рекламирања, тј. предмети упућени потенцијалним купцима (гледаоцима).
Прикриврено оглашавањне кроз разне телевизијске производе одавно је познато. У последње време примећује се коришћење прикривеног оглашавања у музици. На пример, у рекламној кампањи McDonald's-ових производа коришћењем хип-хопа.

## Историја
Први пример прикривреног оглашавања у историји забележен је 1934. године у филму „Догодило се једне ноћи“ са Кларком Гејблом у главној улози. Познати пример је такође и филм „E.T.“ Стивена Спилберга из 1982. године. Продаја слаткиша Reese's Pieces је након тога порасла за 65%. Многе транспортне компаније предузимале су акције како би се њихово име појавило у књизи Жила Верна „Пут око света за 80 дана“. Прва истраживања о тој теми објављена су 70-их година 20. века, а у последњих десет година чешћи су емпиријски радови.

## Лажно прикривено оглашавање
Неки филмски редитељи уочили су проблем прикривреног оглашавања и затим одговорили стварањем лажних марки које се појављују у филмовима које они стварају. Најбољи примери су :
- Кевин Смит
  - марке: Nail цигарете, Mooby Corporation, Chewlees жвака, Discreeto Burritos
- Квентин Тарантино
  - марке: Red Apple цигарете, Big Kahuna Burger, Jack Rabbit Slim's ресторани
- Роберт Родригез
  - марке: пиво Chango

## Контрола свести
Недостаци који постоје из такве промоције су постављање производа или услуге циљаним групама у свакодневном окружењу. Трик у томе је што се пропаганда не намеће гледаоцу (потрошачу), већ је стављена у природан контекст. У већини случајева потрошач несвесно доживљава такву пропаганду и подсвесно јој је изложен.